# Klaus Zenz

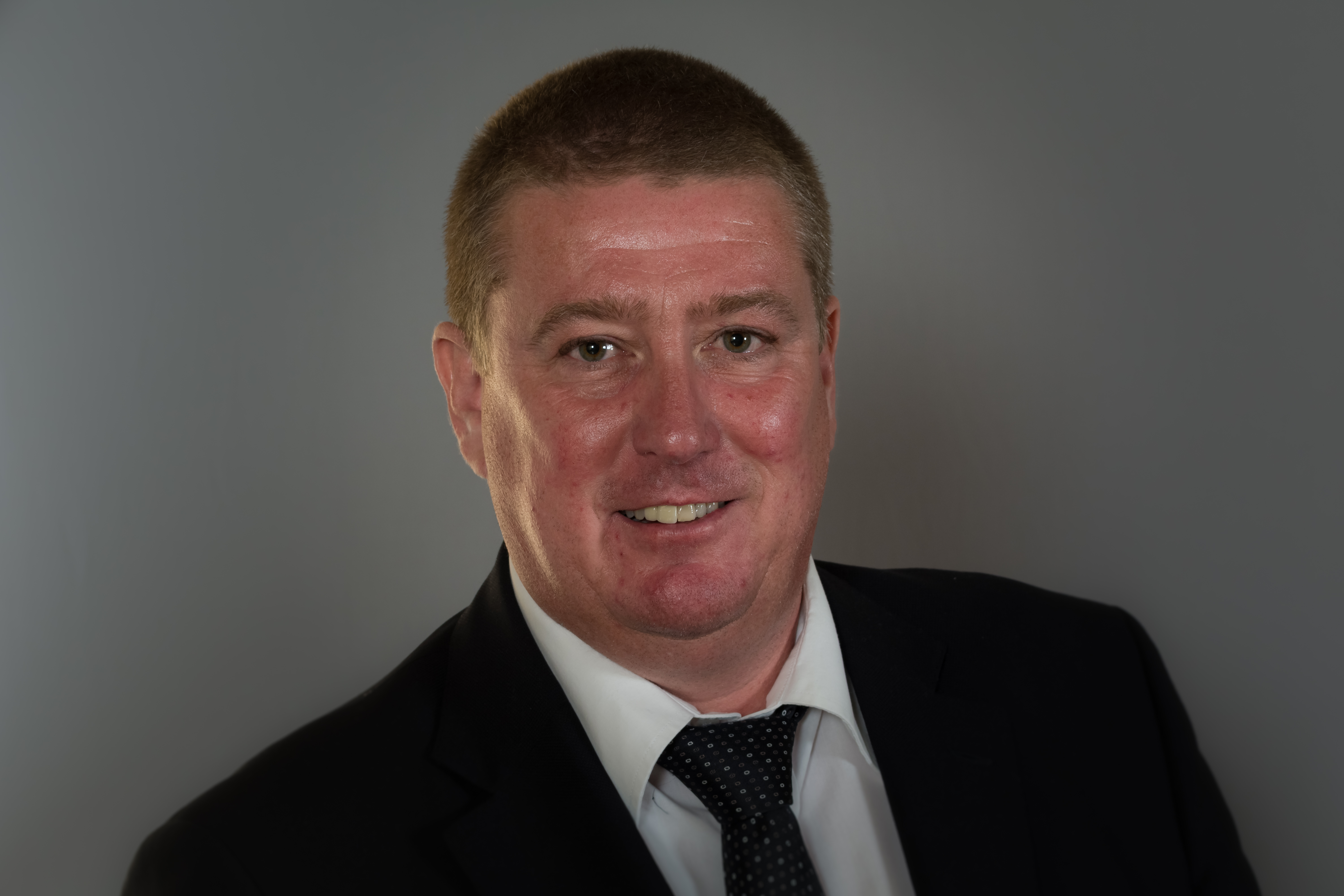
Klaus Zenz, 2016

Klaus Zenz (* 29. September 1966 in Judenburg) ist ein österreichischer Politiker (SPÖ). Er ist seit 2005 Abgeordneter zum Steiermärkischen Landtag.

## Biografie
Zenz wurde am 29. September 1966 in Judenburg, Steiermark, geboren. Nach dem Besuch der Pädagogischen Akademie für Sonderschulen arbeitete er als Sonderpädagoge. Er lebt in Graz.

### Politische Karriere
Zenz ist Mitglied der Sozialdemokratischen Partei Österreichs (SPÖ). Seit dem 25. Oktober 2005 ist er Abgeordneter zum Steiermärkischen Landtag. Im Landtag fungiert er als Bereichssprecher für Kontrolle im SPÖ-Landtagsklub und widmet sich insbesondere den Themen Soziales und Gesundheit.
Er ist Vorsitzender der Sozialdemokratischen Fraktion im Österreichischen Gewerkschaftsbund (ÖGB) Steiermark und stellvertretender Klubobmann im Landtag. Darüber hinaus ist er in verschiedenen Funktionen im Bereich der Arbeitnehmervertretung und im sozialen Bereich aktiv, etwa als Vorsitzender oder Rechnungsprüfer in mehreren Organisationen.

### Wirtschaftliche Tätigkeit
Klaus Zenz ist Gesellschafter der MOSAIK Bildung und Kompetenz GmbH, an der er 100 % der Anteile hält.